# Talbot Sunbeam Lotus
La Talbot Sunbeam Lotus è una versione sportiva della Chrysler Sunbeam, specificatamente progettata elaborata dalla Talbot per partecipare al Campionato del mondo rally, campionato in cui ha gareggiato per cinque stagioni dal 1979 al 1983, e vincendo il titolo costruttori nel 1981.

## Storia
La vettura Gruppo 2, si presentò ai nastri del Campionato del mondo rally nel 1979.
Ancora oggi è possibile vederne alcuni esemplari in competizioni sportive "rally d'epoca" dove raggiunge con una certa regolarità buoni piazzamenti.

## Palmarès
- , 1 Campionato del mondo costruttori (1981)

### Podi nel mondiale
| Anno | Rally                  | Pilota         | Pos. |
| ---- | ---------------------- | -------------- | ---- |
| 1980 | Rally del Portogallo   | Guy Fréquelin  | 3º   |
| 1980 | Rally di Gran Bretagna | Henri Toivonen | 1º   |
| 1980 | Rally di Gran Bretagna | Guy Fréquelin  | 3º   |
| 1981 | Rally di Monte Carlo   | Guy Fréquelin  | 2º   |
| 1981 | Rally del Portogallo   | Henri Toivonen | 2º   |
| 1981 | Tour de Corse          | Guy Fréquelin  | 2º   |
| 1981 | Rally d'Argentina      | Guy Fréquelin  | 1º   |
| 1981 | Rally del Brasile      | Guy Fréquelin  | 2º   |
| 1981 | Rally di Sanremo       | Henri Toivonen | 2º   |
| 1981 | Rally di Gran Bretagna | Stig Blomqvist | 3º   |